# Caloplaca cerinella
Caloplaca cerinella är en lavart som först beskrevs av William Nylander och som fick sitt nu gällande namn av Camille Flagey. 
Caloplaca cerinella ingår i släktet orangelavar och familjen Teloschistaceae. Arten är reproducerande i Sverige. Inga underarter finns listade i Catalogue of Life.